# エフゲニア・グシュル
エフゲニア・アレクサンドロヴナ・グシュル（ガガウズ語: Evgeniya Aleksandrovna Guţul、ロシア語: Евгения Александровна Гуцул, Yevgenia Alexandrovna Gutsul、1986年9月5日 -）は、モルドバの法学者、政治家。現在、ガガウズ自治区元首（首長職）を務めているほか、ドリン・レチャン内閣の職務上のメンバーである（ただし2024年6月時点では未承認）。所属政党は親露・欧州懐疑主義を掲げる政党連合の勝利。
ガガウズ自治区の女性元首は先代のイリナ・ヴラに続いて2人目となる。親露派で、ロシアとより親密な関係の構築を掲げている。

## 経歴
1986年9月5日、ソビエト連邦モルダビア・ソビエト社会主義共和国のエトゥリアに生まれた。
弁護士になるために学校に通った後、2012年から2014年まで電話交換手、その後は通信事業者、商業の代理交渉者、そしてアーキビストとして働いた。2018年、地元のショル党支部の秘書となり、政界入りした。

### ガガウズ元首選挙
グシュルは親ロシア派政治家としてキャリアを詰み、2023年のガガウズ自治区の元首選挙にショル党の候補として擁立された。公約として1億ユーロ相当の空港の建設、予算労働者の給与を30パーセント引き上げ、遊園地の建設、インフラや教育等への投資拡大を掲げた。一部のジャーナリストは公約の多くがガガウズ元首の権限を超えており、実現不可能だと指摘した。選挙では親ロシア派のオリガルヒでショル党創設者のイルハン・ショル、同党のマリナ・タウバー（Marina Tauber）、レジナ・アポストロヴァ（Reghina Apostolova）、アーティストのニコライ・バスコフ、フィリップ・キルコロフ、スタス・ミハイロフ、ロシア自由民主党党首のレオニード・スルツキーから支援を受けた。グシュル陣営が4週間の選挙活動期間で費やした金額は178万レウにのぼった。これは7人の立候補屋の中では突出して多く、ほかの6人の候補者の総額よりも23万レウほど高かった。
4月30日の第1回投票では得票率26.47%で無所属候補のグリゴリー・ウズンに僅差で敗れるも、過半数を獲得した候補者がいなかったため上位2名による決選投票が実施されることとなった。5月14日の第2回投票では過半数以上となる52.39%の票を獲得し、ウズンとの一騎打ちを制した。
6月19日、モルドバ憲法裁判所によってショル党員は3年間の公職追放となり、グシュルは無所属として元首に就くことになった。なお同判決は2024年3月26日に撤回されている。
7月19日、イリナ・ヴラの退任に伴い第7代ガガウズ元首に就任した。

### ガガウズ元首
就任後、ガガウズの農業および工業を管轄するガガウズ農業工業団地総局長にセルゲイ・イブリシム（Sergey Ibrishim）を任命した。イブリシムもまた親ロシア派で知られ、モルドバが独立国家共同体（CIS）の脱退手続きを進める中、ガガウズ産の物品をCIS脱退前と同じ価格でロシアへ販売できるよう、ロシア政府に介入を直談判したことがある。

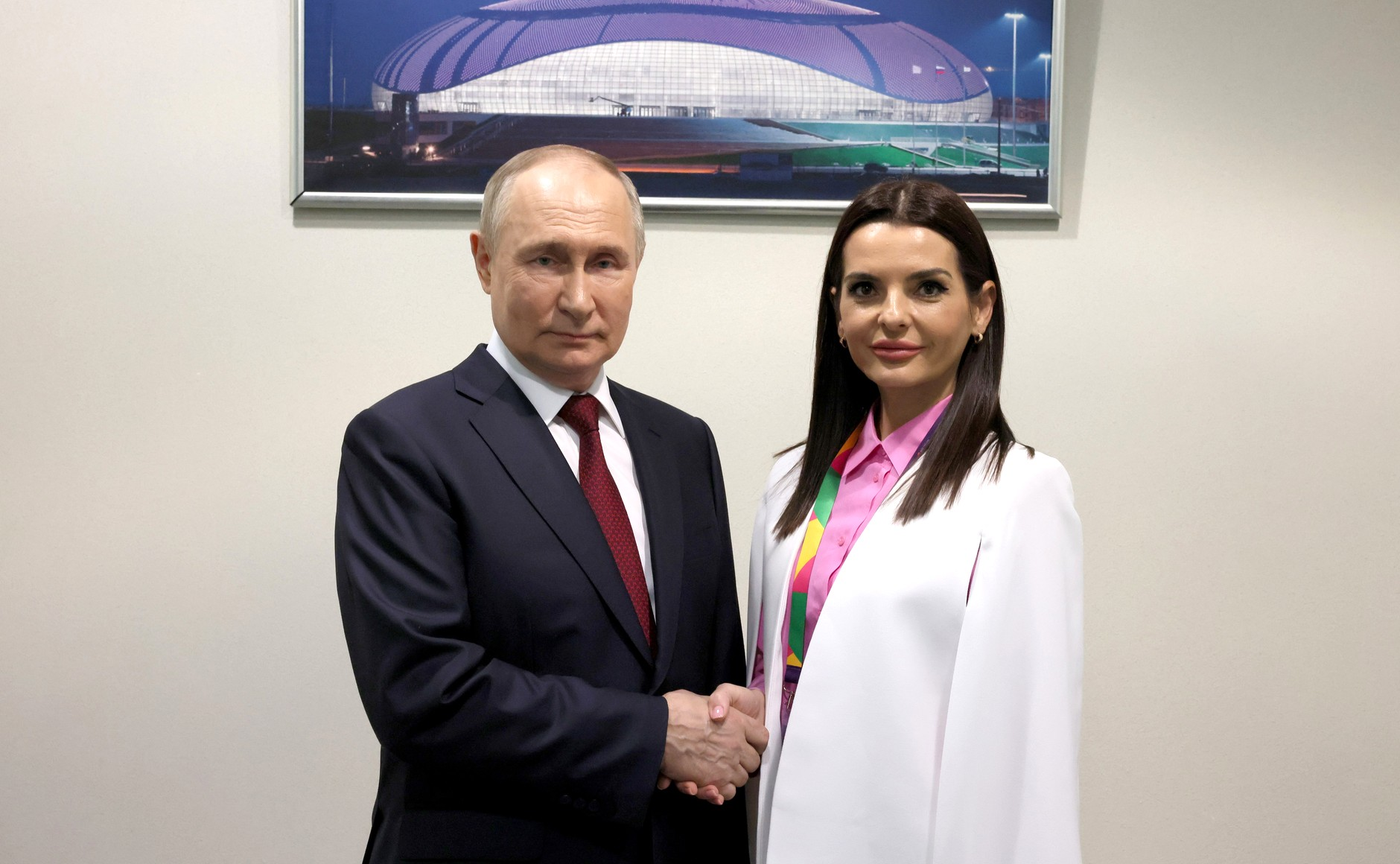
ロシアのプーチン大統領と（2024年3月6日）

2024年3月1日から8日にかけてロシアを公式訪問した。6日にはロシアのシリウスで開催された世界青少年フェスティバルに出席し、ウラジミール・プーチン大統領と会談した。グシュルはモルドバ政府からの「不当な」圧力を訴え、プーチンからガガウズの自治と住民の支援を取り付けた。グシュルは今回のロシア訪問の成果として、モルドバから独立した天然ガスおよびロシア製品に対する関税自主権の確立、ガガウズのミール経済圏への加入が実現すると述べている。関税が下がることでモルドバはガガウズにあるガスプロムの天然ガス火力発電所に依存すると考えられており、戦争研究所はこれを「エネルギー脅迫」の一種だとみなしている。
2024年4月7日、モルドバ検察はロシアからショル党へ不法に資金を提供した疑いでグシュルを告訴したと発表した。グシュルは捏造を主張しており、検察と結託して陰謀を企てたとしてサンドゥ大統領を非難した。4月21日、モスクワでイルハン・ショルはショル党をはじめとする親露・反EUの政党から成る政党連合「勝利」の結成を発表し、グシュルは同党の政治評議会の議長に選出された。
2024年6月、サンクトペテルブルク国際経済フォーラムに参加し、ロシアのセルゲイ・ラブロフ外相と会談した。6月12日、アメリカ合衆国財務省はグシュルを経済制裁の対象に加えたと発表した。
2025年3月25日、裁判中のため出国禁止措置を受けているにもかかわらず出国を試みたとして、キシナウの空港でモルドバの治安当局に拘束された。8月5日、裁判所はショル党の資金をロシアから不法に流用したとして、グシュルに禁錮7年の実刑判決を言い渡した。

## 人物
既婚者で、子供が2人いる。旧姓はBuiucli。現在も生まれ故郷のエトゥリアに住んでいる。
欧州懐疑主義者で、モルドバが欧州連合に加盟、あるいはルーマニアと統合した場合、ガガウズ自治区は対外的な自決権を留保すると主張している。また行動と連帯党政権がモルドバ人とガガウズ人の対立を煽っていると非難している。ただしモルドバ政府との緊張の高まりは望んでいないとも述べている。